# Eulasia vittata persica
Eulasia vittata persica es una subespecie de coleóptero de la familia Glaphyridae.

## Distribución geográfica
Habita en Irán.